# شرکت پست ترکیه
شرکت پست و تلگراف ترکیه (به ترکی استانبولی: Posta ve Telgraf Teşkilatı Genel Müdürlüğü) یا به اختصار PTT از شرکت‌های دولتی زیرمجموعه وزارت حمل و نقل، امور دریایی و ارتباطات ترکیه است. این شرکت در سال ۱۲۱۹ خورشیدی برابر با سال ۱۸۴۰ میلادی با انگیزه ارائه خدمات پستی و تلگرافی در دوران فرمانروایی عثمانی تاسیس شد. در سال ۲۰۱۳ با تصویب مجلس، اداره پست و تلگراف به شرکت سهامی پست و تلگراف تغییر ماهیت داد.

## تاریخچه
نخستین تشکیلات پستی نوین که توانایی جابجایی محصولات و پاسخگویی به نیازهای مردم در کشور عثمانی را بدهد در سال ۱۸۴۰ طی دستور سلطان عبدالمجید یکم راه اندازی شد. نخستین دفتر پستی در استانبول در حیاط مسجد نو (Yeni Camii) با نام پست خانه امیره بازگشایی شد.

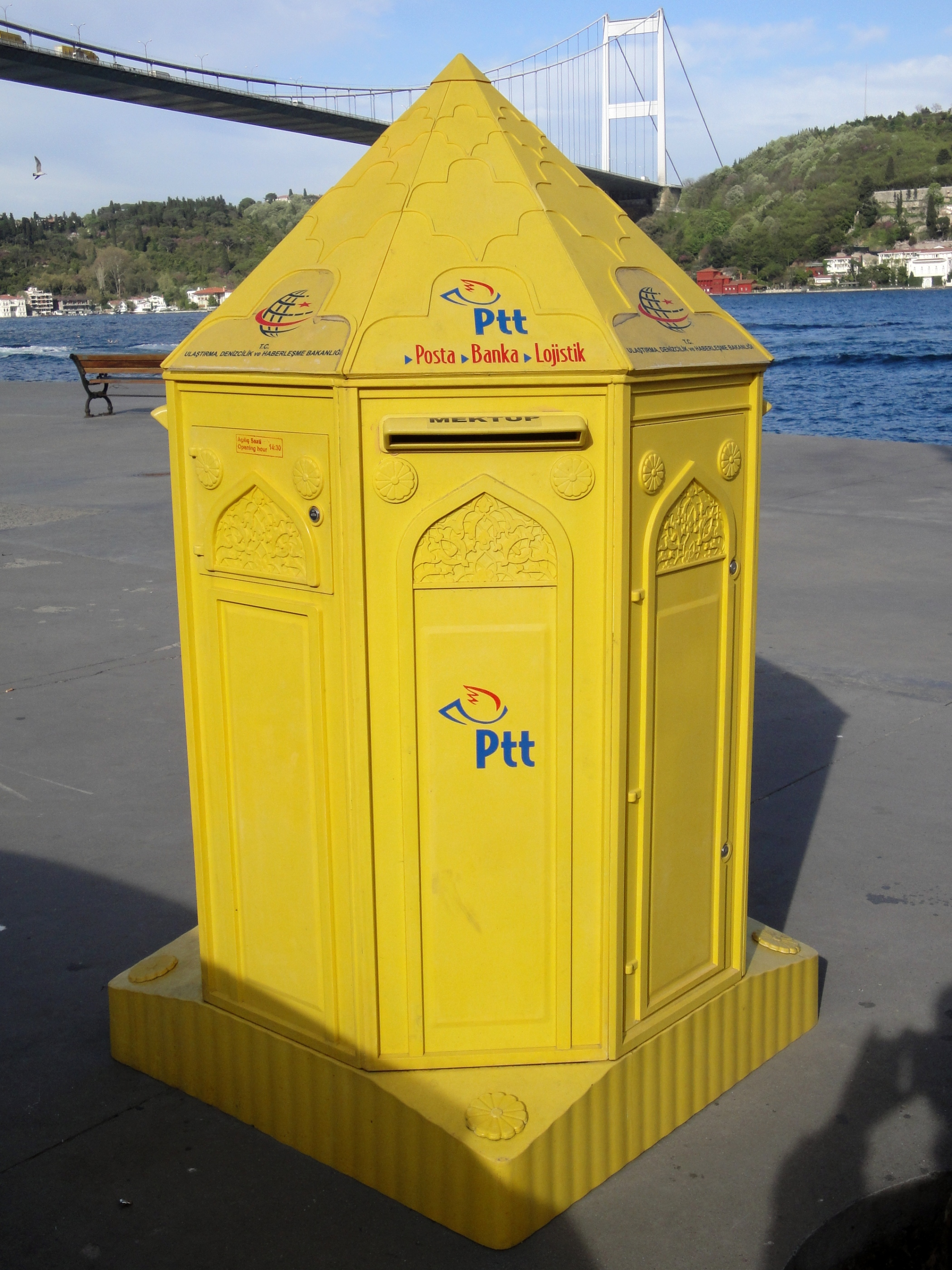
صندوق پست

در سال ۱۸۴۳ نخستین دفتر تلگراف در استانبول بر پا شد و به دلیل اهمیت بسیار تلگراف در آن دوران در سال ۱۸۵۵ از اداره پست جدا و به صورت جداگانه به کار خود ادامه داد.

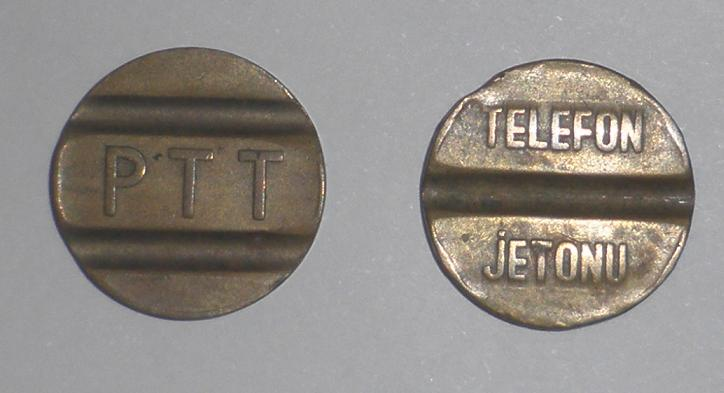
سکه‌های مخصوص تلفن

سال ۱۸۷۱ دوباره با اداره پست یکپارچه شد و سال ۱۸۷۶ با راه اندازی اتحادیه پست جهانی همراه با ایران به عضویت آن اتحادیه درآمد. در سال ۱۹۰۹ نخستین مرکز تلفنخانه استانبول را راه‌اندازی نموده و نام اداره به اداره کل پست تلگراف و تلفن تغییر کرد.
در سال ۱۹۹۵ با هدف رساندن شرکت به سوددهی  و در گام بعدی خصوصی‌سازی و کاستن از هزینه‌های دولتی اداره کل پست تلگراف و تلفن به دو بخش جداگانه و مستقل به نام‌های: اداره کل پست و تلگراف و شرکت مخابرات ترکیه (ترک تلکام) تقسیم شدند.

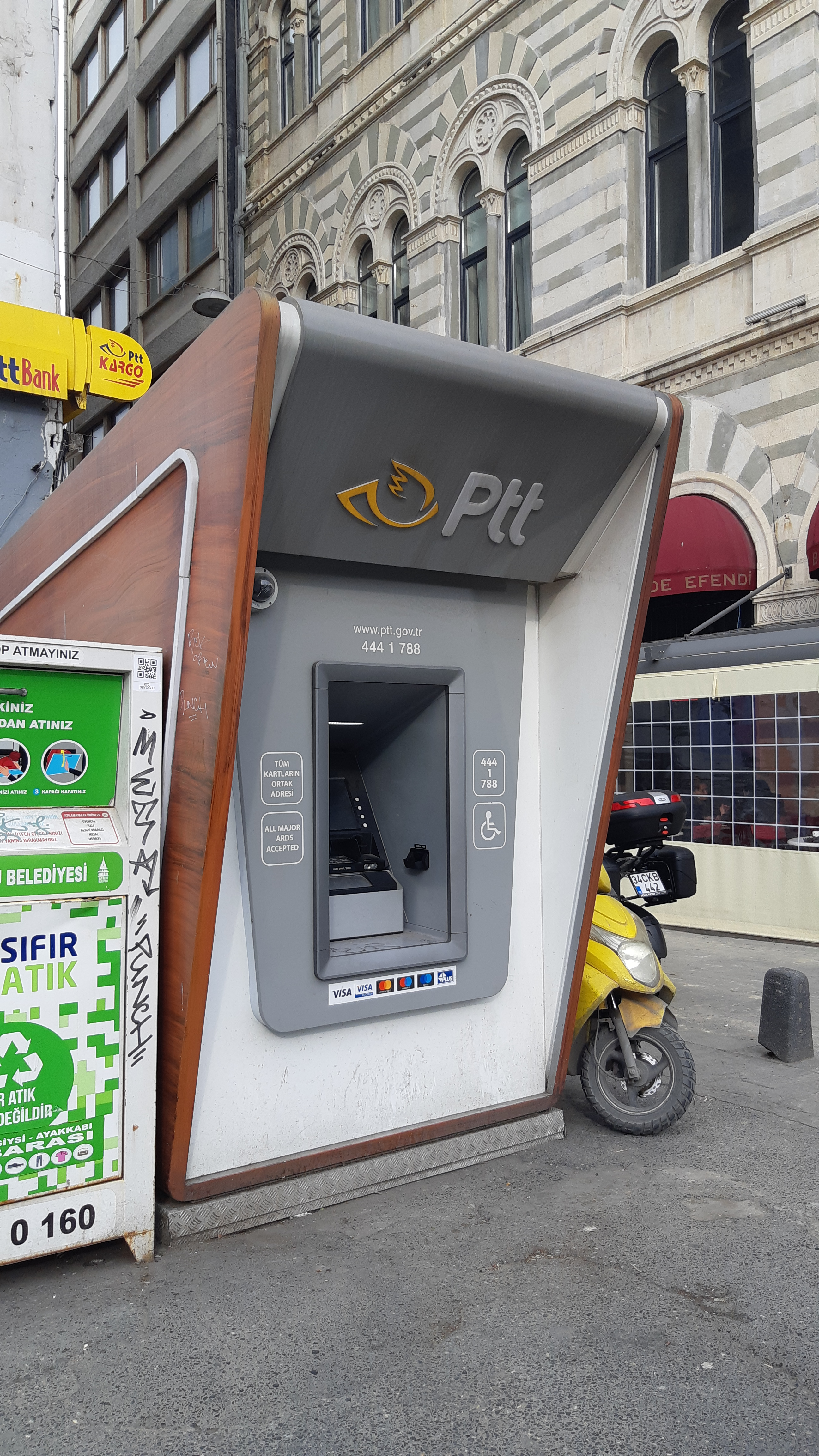
دستگاه اتوماتیک دریافت نامه

## مدیران عامل
| محمد فهری شوندور    | ۱۹۲۳ تا ۱۹۳۴ |
| حسین صبحی قیات      | ۱۹۳۴         |
| م. ادیب جمیل اویخان | ۱۹۳۴         |
| قدری موسلواوغلو     | ۱۹۳۴         |
| محمد نظیف ارگین     | ۱۹۳۴ تا ۱۹۳۷ |
| باقر وفا چیرکباشی   | ۱۹۳۸         |
| شرف الدین کاراجان   | ۱۹۳۸ تا ۱۹۳۹ |
| ناظم تورونج         | ۱۹۳۹         |
| قدری موسلواوغلو     | ۱۹۳۹ تا ۱۹۴۲ |
| خلیل نقی کوستم      | ۱۹۴۲ تا ۱۹۴۸ |
| دکتر م. خلدون سرحان | ۱۹۴۸ تا ۱۹۵۰ |
| م. امین سوزن        | ۱۹۵۰ تا ۱۹۵۱ |
| اورخان قباد         | ۱۹۵۱ تا ۱۹۵۳ |
| محمد عارف دمیرر     | ۱۹۵۳ تا ۱۹۵۴ |
| طلعت تولونای        | ۱۹۵۴ تا ۱۹۵۵ |
| مصطفی جاهد آقیار    | ۱۹۵۵ تا ۱۹۵۹ |
| آ. نجم الدین تان    | ۱۹۵۹ تا ۱۹۶۰ |
| انور کوتادین        | ۱۹۶۰ تا ۱۹۶۴ |
| م. نجم الدین اوزگور | ۱۹۶۴ تا ۱۹۷۱ |
| آ. نجدت تانای       | ۱۹۷۱         |
| م. هجری گوچوغلو     | ۱۹۷۱ تا ۱۹۷۶ |
| ناجی اونور          | ۱۹۷۶ تا ۱۹۷۸ |
| ب. صدقی غریب آقاغلو | ۱۹۷۸ تا ۱۹۷۹ |
| فکری چاغلار         | ۱۹۷۹ تا ۱۹۸۱ |
| م. ثروت بیلگی       | ۱۹۸۱ تا ۱۹۸۵ |
| امین باشر           | ۱۹۸۵ تا ۱۹۹۱ |
| ولی بتتمیر          | ۱۹۹۱ تا ۱۹۹۷ |
| نوری آلاگوز         | ۱۹۹۷ تا ۱۹۹۹ |
| دورسون داغاشان      | ۱۹۹۹ تا ۲۰۰۱ |
| آ. مراد کایا        | ۲۰۰۱ تا ۲۰۰۳ |
| ابراهیم شاهین       | ۲۰۰۳ تا ۲۰۰۵ |
| عثمان تورال         | ۲۰۰۵ تا 2014 |
| هارون مادن          | ۲۰۱۵ تا کنون |